# Indigofera tinctoria
Indigofera tinctoria (nombre científico), conocida comúnmente como Añil, es una planta perteneciente a la familia de las leguminosas y es la fuente original de tinte índigo. Está naturalizada en Asia tropical y templada, y partes de África, su hábitat primigenio no se conoce.

Indigoferina

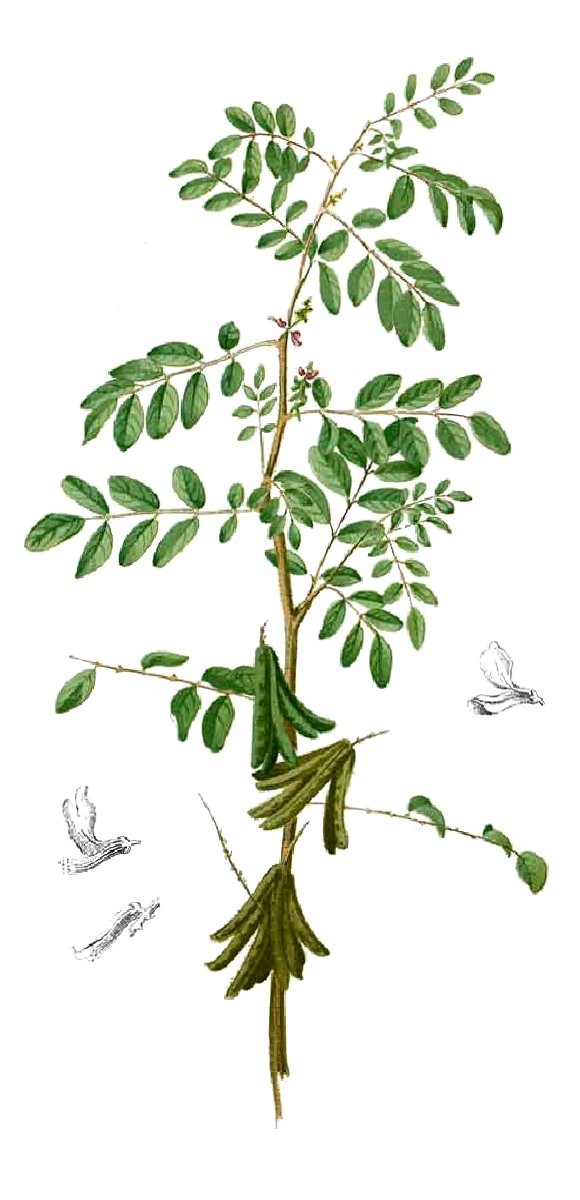
Ilustración

## Descripción
Es un arbusto de 1 a 2 m de altura. Puede ser una planta anual, bienal, o perenne, dependiendo del clima donde crezca. Tiene hojas verdes claras pinnadas; y flores con manchitas rosas o violetas. Al ser una legumbre, su  secuencia mejora el suelo como lo hacen otras leguminosas fijadoras de nitrógeno atmosférico.

## Usos
Ha sido cultivado en todo el mundo desde muchos siglos. Actualmente mucho tinte es sintético, pero el proveniente naturalmente de I. tinctoria aún se consigue, vendido como colorante natural.  La planta además es un buen cultivo protector del suelo.
La tintura se obtiene procesando las hojas. Se embeben en agua y se hacen fermentar para convertir el glicósido indicano naturalmente presente en la hoja en los colorantes azules indigotina e Indigoferina. El precipitado de la solución de hojas fermentadas se mezcla con un álcali fuerte como lejía, prensando, secando, y haciéndolo polvo. El polvo luego se mezcla con varias otras sustancias para dar diferentes grados de azul y de púrpura.
Principios activos
Los rotenoides deguelin, dehydrodeguelin, rotenol, rotenona, tephrosin y sumatrol se pueden encontrar en I. tinctoria.

## Taxonomía
Indigofera tinctoria fue descrita por Carlos Linneo  y publicado en Species Plantarum 2: 751. 1753.
Sinonimia
- Anila tinctoria var. normalis Kuntze
- Indigofera anil var. orthocarpa DC.
- Indigofera bergii Vatke
- Indigofera cinerascens DC.
- Indigofera houer Forssk.
- Indigofera indica Lam.
- Indigofera oligophylla Baker
- Indigofera orthocarpa (DC.) O.Berg & C.F.Schmidt
- Indigofera sumatrana Gaertn.
- Indigofera tinctoria Blanco
- Indigofera tulearensis Drake[3]

## Nombres comunes
- añil de Guatemala, añil de la India, añilera de la India, giquilite de México, huiquilitl de México, xihuiquilitl de México.[4]